# Fundacja Kultury i Dziedzictwa Ormian Polskich
Fundacja Kultury i Dziedzictwa Ormian Polskich została powołana 7 kwietnia 2006 roku dekretem ordynariusza Kościoła katolickiego obrządku ormiańskiego w Polsce, kardynała Józefa Glempa. Siedzibą Fundacji jest Warszawa.
Myślą przewodnią Fundacji jest to, że Ormianie zawsze byli i są ważną częścią historii i kultury Polski. Fundacji przekazano pod opiekę między innymi księgozbiór starodruków, ornaty, obrazy i naczynia liturgiczne uratowane z kościołów ormiańskich na dawnych Kresach Rzeczypospolitej. Zbiory te Fundacja kataloguje, digitalizuje i konserwuje, gromadzi również inne armenika polskie. 
Fundacja zajmuje się też szerzeniem wiedzy o Ormianach polskich, promocją ormiańskiej historii i kultury. Działania te wspierane są ze środków Ministerstwa Administracji i Cyfryzacji oraz Ministerstwa Kultury i Dziedzictwa Narodowego.

## Archiwum Polskich Ormian
W skład Archiwum Polskich Ormian wchodzi ponad 3600 obiektów, w większości pochodzących z terenów Kresów Wschodnich. Na zasób składają się: księgi rękopiśmienne 87 w tym 52 w języku ormiańskim, starodruki, książki wydane po 1800 roku, materiały rękopiśmienne, księgi metrykalne (45 poz.), czasopisma, stare fotografie (ponad 1500), dokumenty, szaty i naczynia liturgiczne, obrazy, pamiątki. Zbiór starodruków obejmuje łącznie: 380 woluminów, w tym druki z XVI wieku,  z XVII wieku, 39 uszkodzonych woluminów. Zbiór dokumentów obejmuje 465 teczek i dotyczy różnych aspektów życia społecznego Ormian na Kresach Wschodnich.  
Na stronie internetowej Wirtualnego Archiwum Polskich Ormian zaprezentowane są zdigitalizowane materiały. Udostępniona jest tu spuścizna arcybiskupa Józefa Teodorowicza (w tym m.in. korespondencja, notatki), akta urzędów parafialnych parafii Stanisławów i Tyśmienica, księgi metrykalne m.in. z Kut, rękopisy (w tym skan strony z Ewangeliarza ze Skwery z końca XII wieku), fragmenty starodruków, czasopisma (w tym głównie „Posłaniec św. Grzegorza” z dwudziestolecia międzywojennego), archiwalne fotografie (m.in. spuścizna księdza D. Kajetanowicza i S. Donigiewicza).